# Amy Waldman
Pour les articles homonymes, voir Waldman.
Œuvres principales
Un concours de circonstances
Amy Waldman, née le 21 mai 1969 à Los Angeles en Californie, est une journaliste et écrivaine américaine.

## Œuvres traduites en français

### Roman
- Un concours de circonstances, l'Olivier, 2012 ((en) The Submission, Farrar, Straus and Giroux, 2011), trad. Laetitia Devaux, 408 p.  (ISBN 978-2879296470)American Book Awards et Meilleur premier roman étranger du magazine Lire 2012

## Distinctions
- 2011 : Prix Janet Heidinger Kafka pour l'ouvrage The Submission[1]